# پروانه‌ماهی قهوه‌ای‌سفید
پروانه‌ماهی قهوه‌ای‌سفید (نام علمی: Hemitaurichthys zoster) نام یک گونه از سرده ماهیان نیمه‌چرمی است.